# Jon Lord
Jon Lord, John Douglas Lord (ur. 9 czerwca 1941 w Leicester, zm. 16 lipca 2012 w Londynie) – brytyjski muzyk rockowy, członek zespołu Deep Purple (1968–2002), Paice, Ashton & Lord (1976–1977) i Whitesnake (1978–1984).
W latach 1964–1967 grał także w grupie The Artwoods, która w kwietniu 1966 między innymi w Radomiu jako support grupy Billy Kramer & The Dakotas, jako jedna z niewielu zagranicznych gwiazd muzyki wystąpiła w Polsce. Z The Artwoods Lord nagrał płytę Art Gallery z 1966 roku. Lord po rozpadzie Deep Purple, wraz z perkusistą Ianem Paicem założył zespół PAL (Paice, Ashton, Lord) który okazał się efemerydą. Lord był jednym z najwybitniejszych współczesnych klawiszowców, wirtuoz organów Hammonda. Pierwszy muzyk rockowy, który dokonał udanego mariażu muzyki poważnej i popularnej na płycie Concerto for Group and Orchestra z 1969 roku. Jon Lord występował gościnnie na płytach wielu znanych wykonawców, m.in. The Kinks, Ashton, Gardner & Dyke, Nazareth, George’a Harrisona, Davida Gilmoura, Cozy’ego Powella i Alvina Lee. Od 2012 roku w Warszawie organizowane są koncerty z cyklu Memoriał Jona Lorda, mające na celu upamiętnienie muzyka.
Chorował na raka trzustki. Zmarł 16 lipca 2012 w Londynie w wyniku zatoru tętnicy płucnej.
W 2016 został wprowadzony do Rock and Roll Hall of Fame.

## Kariera

### 2002
W lutym 2002 Jon Lord ogłosił, że rozstaje się z zespołem Deep Purple. W tym samym miesiącu odbywała się pożegnalna trasa Lorda z zespołem po Wielkiej Brytanii. Z powodu choroby część koncertów została odwołana, a następnie przeniesiona na wrzesień tego roku. Ponieważ w składzie grupy znajdował się już wtedy Don Airey, Lord występował tylko w drugiej części koncertu.

### 2003
Od stycznia do marca 2003 Jon Lord przebywał w Australii, gdzie wystąpił z grupą George podczas wykonań Concerto for Group and Orchestra, a także wziął udział w koncertach z bluesowym zespołem The Hoochie Coochie Men prowadzoną przez Boba Daisleya. 15 lutego 2003 odbyło się premierowe wykonanie „Boom of the Tingling Strings” – kompozycji Lorda z 2002. W koncercie wzięła udział orkiestra Queensland pod batutą Paula Manna oraz solista Michael Kieran Harvey. 31 maja tego roku w Luksemburgu odbyła się europejska premiera kompozycji w wykonaniu Orkiestry Filharmonii Luksemburskiej pod batutą Paula Manna i ponownie z udziałem Michaela Harveya. We wrześniu 2003 r. Lord wystąpił na dwóch koncertach podczas festiwalu w Hell w Norwegii. Oprócz występu z bluesową supergrupą Hell Blues Band (m.in. Chris Farlowe i Bernie Marsden) Lord zagrał także koncert z własnym zespołem w katedrze Nidaros w Trondheim.

### 2004
Następny rok (2004) Lord rozpoczął 20 marca koncertem w norweskim mieście Trondheim z towarzyszeniem Trondheim Soloists. Muzycy wykonali wówczas skróconą wersję kolejnej kompozycji Lorda – Disguises. Premiera pełnej wersji tej kompozycji odbyła się 23 maja tego roku podczas festiwalu w Bergen w Norwegii. W czerwcu Lord nagrywał w studiu Hansa-Haus w Kolonii pierwszą po opuszczeniu Deep Purple płytę solową – Beyond the Notes, która ukazała się we wrześniu. W studiu towarzyszyli mu m.in. znani z płyty Pictured Within Miller Anderson, Sam Brown, Mario Argandona i Pete York. We wrześniu Lord ponownie wystąpił na Hell Blues Festival. W następnych miesiącach promował nową płytę na terenie Niemiec, występując w programach telewizyjnych. Lordowi towarzyszyła wówczas Frida z zespołu ABBA, która zaśpiewała na płycie Beyond the Notes w utworze „The Sun Will Shine Again”.

### 2005
W lutym 2005 Jon Lord odbył krótką trasę koncertową po Niemczech i Holandii promującą album Beyond the Notes. W marcu tego roku nagrał partie organów do kilku utworów z płyty Gillan’s Inn (2006) Iana Gillana. W październiku 2005 r. Jon Lord wziął udział w pracach nad świątecznym albumem norweskiej wokalistki Marii Arredondo, zatytułowanym Min Jul. Płyta ukazała się w listopadzie tego samego roku. Lord zaaranżował orkiestralne fragmenty płyty.

### 2006
W maju 2006 Jon Lord wręczył członkom grupy Led Zeppelin nagrodę Polar Music Award w Sztokholmie. 7 lipca tego roku wziął udział w wykonaniu Concerto For Group & Orchestra podczas festiwalu w Henley. Cztery dni później w Londynie Lord zarejestrował swoje partie na płytę Danger. Whitemen Dancing (2007), nagrywanej z zespołem The Hoochie Coochie Men. 14 września 2006 r. Jon Lord wziął udział w koncercie charytatywnym The Sunflower Jamm. Obok niego na scenie pojawili się, m.in. Robert Plant, Ian Paice, Bernie Marsden i Paul Weller. Wieczór poprowadził Jeremy Irons. 7 grudnia 2006 r. w Odense, w Danii, odbyło się wykonanie kompozycji Lorda Boom of the Tingling Strings. Wystąpiła Odense Symphony Orchestra pod dyrekcją Paula Manna oraz z udziałem solisty Nelsona Goernera. Tydzień później kompozycja ta, wraz z Disguises, została zarejestrowana przez tych samym muzyków w studiu dla potrzeb EMI Classics.

### 2007

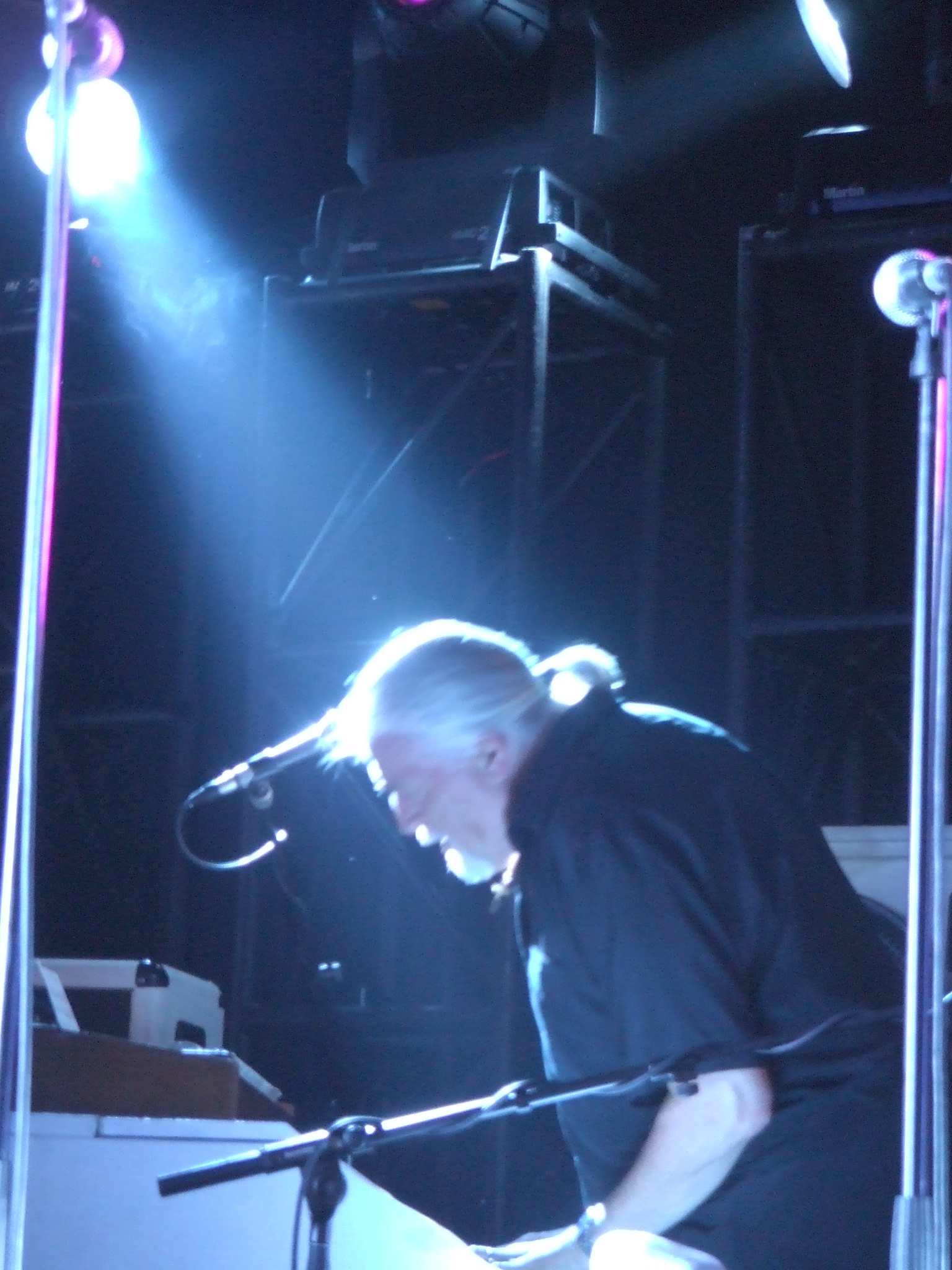
Jon Lord podczas „Sunflower Jam”, Londyn 2007

Rok 2007 Lord rozpoczął od gościnnego udziału w dwóch koncertach w hołdzie zmarłym niedawno muzykom – Jimowi Capaldiemu (21 stycznia) oraz Artowi Woodowi (25 marca). 21 maja w katedrze Hereford w Anglii miało miejsce wykonanie kompozycji Lorda From Darkness to Light. Od premiery utworu w 2000 r. Lord naniósł wiele poprawek i dopisał nowe fragmenty. Kolejne wykonanie From Darkness to Light odbyło się 1 lipca w katedrze Nidaros w Trondheim, w Norwegii, m.in. z udziałem tenora Thora Inge Falcha. Właściwą część koncertu poprzedził występ Jona Lorda wraz z zaproszonymi artystami (m.in. Jørn Lande), podczas którego wykonane zostały utwory z solowych płyt Lorda. 20 września, podobnie jak w zeszłym roku, Lord wziął udział w koncercie charytatywnym The Sunflower Jam, podczas którego wystąpili tym razem także Roger Glover i Gary Moore. W tym samym miesiącu ukazała się płyta Danger. Whitemen Dancing The Hoochie Coochie Men z udziałem Lorda. 7 października Jon Lord wziął udział w II edycji Festiwalu im. Sir Malcolma Arnolda w teatrze Royal & Derngate w Northampton, podczas którego wykonano Concerto for Group and Orchestra. 20 października doszło do długo oczekiwanego wydarzenia, jakim była premiera Durham Concerto, dzieła skomponowanego przez Lorda z okazji 175-lecia Uniwersytetu w Durham. Wcześniej, w lipcu tego roku, koncert został nagrany w Liverpoolu z udziałem Royal Liverpool Symphony Orchestra. Lord wziął udział zarówno w nagraniu, jak i koncercie.

### 2008
2008 rok Jon Lord rozpoczął wyprzedanym koncertem w Hagen w Niemczech 15 lutego, podczas którego wykonane zostało Conerto for Group and Orchestra. Pod koniec następnego miesiąca koncert ten zaprezentowano także trzykrotnie z rzędu w Adelaide w Australli. Podczas bisu Jon Lord wykonał tu po raz pierwszy od czasu odejścia z Deep Purple jeden z najbardziej znanych utworów grupy – „Child in Time”. Concerto wykonano także 5 września 2008 roku w Luksemburgu i 6 lipca na rynku Starego Miasta w Płocku wraz z Płocką Orkiestrą Symfoniczną. W drugiej części koncertu w Płocku Lord wykonał z towarzyszeniem orkiestry utwory ze swoich solowych płyt. Na bis muzycy wykonali po raz drugi w tym roku utwór „Child in Time”.
5 kwietnia w Liverpoolu zaprezentowano jedno z ostatnich dzieło Lorda, Durham Concerto, tym razem z udziałem Royal Liverpool Symphony Orchestra, znaną z płytowego nagrania Boom of the Tingling Strings i Disguises. W tym samym miesiącu Lord wystąpił na festiwalu „Zermatt Unplugged” w Zermatt w Szwajcarii, gdzie zagrał utwory ze swoich najbardziej znanych płyt solowych w nowych aranżacjach i zaprezentował nową kompozycję „Air on G String”. Na przełomie lipca i sierpnia Jon Lord wystąpił trzykrotnie w ramach brytyjskiej trasy „Proms Spectacular”, podczas której wykonywane były najbardziej znane utwory muzyki poważnej. Lord zaprezentował „The Telemann Experiment”, „The Road from Lindisfarne” i „Bourée”.
25 września, po raz pierwszy od czterech lat, Jon Lord wystąpił gościnnie z Deep Purple podczas koncertu charytatywnego na dorocznej imprezie The Sunflower Jam. Na tym samym koncercie Lord zagrał w składzie zespołu, który wykonał piosenki z repertuaru Whitesnake, z okresu, kiedy w składzie grupy występowali Ian Paice i Jon Lord. Obowiązki wokalisty objął Bruce Dickinson.
W listopadzie i grudniu 2008 roku Jon Lord wystąpił dwukrotnie z Trio Valore. Na obu koncertach wykonał z grupą kilka utworów, m.in. z repertuaru Graham Bond Organisation. Drugi z występów odbył się w ramach imprezy z okazji przyznania nagrody za całokształt Gingerowi Bakerowi, perkusiście grupy Cream.

### 2009
Na 2009 rok zapowiedziano koncerty Jona Lorda w Szwajcarii, Niemczech, na Węgrzech i Słowacji obejmujące Concerto for Group and Orchestra.

### 2010
23 stycznia Poczdam, 25 marca Győr (Węgry), 25 kwietnia Horsham (Anglia), 9 maja Imst (Austria), 23 maja Trondheim (Norwegia); 31 maja Kijów, 16 czerwca Liverpool, 23 czerwca Luksemburg, 18 września Budapeszt, 25 września Lahnstein Blues Festival (Niemcy), 30 października Sofia, 10 listopada Warszawa, 15 listopada Essen.

## Dyskografia

### Dyskografia z St. Valentine’s Day Massacre
- 1967 Brother Can You Spare A Dime/Al's Party (SP)

### Dyskografia z Santa Barbara Machine Head
- 1967 Blues Anytime 4 (kompilacja)
- 1969 An Anthology Of British Blues Vol 2 (kompilacja)

### Dyskografia solowa
- 1971 The Last Rebel – Soundtrack (z Tonym Ashtonem)
- 1972 Gemini Suite
- 1974 First of the Big Bands (z Tonym Ashtonem)
- 1974 Windows (z Eberhardem Schoenerem)
- 1976 Sarabande
- 1982 Before I Forget
- 1998 Pictured Within
- 2003 With Pictures (DVD)
- 2004 Beyond the Notes
- 2004 Beyond the Notes Live (DVD)
- 2008 Durham Concerto
- 2008 Boom Of The Tingling Strings & Disguises
- 2010 To Notice Such Things
- 2010 „Live – Bucharest 2009”
- 2011 „Jon Lord Blues Project”
- 2012 „Concerto for Group and Orchestra”

### Dyskografia z Whitesnake
- 1978 Trouble
- 1979 Lovehunter
- 1980 Ready An' Willing
- 1980 Live... in the Heart of the City
- 1981 Come An’ Get It
- 1982 Saints & Sinners
- 1984 Slide It In
- 2004 The Early Years (kompilacja)

### Dyskografia z The Hoochie Coochie Men
- 2003 Live at the Basement (2CD/DVD)
- 2007 Danger White Men Dancing

### Dyskografia z Deep Purple
- 1968 Shades of Deep Purple
- 1968 The Book of Taliesyn
- 1969 Deep Purple
- 1969 Concerto for Group and Orchestra
- 1970 Deep Purple in Rock
- 1971 Fireball
- 1972 Machine Head
- 1972 Made in Japan
- 1973 Who Do We Think We Are
- 1974 Burn
- 1974 Stormbringer
- 1975 Come Taste the Band
- 1976 Made in Europe
- 1984 Perfect Strangers
- 1987 The House of Blue Light
- 1988 Nobody’s Perfect
- 1990 Slaves & Masters
- 1993 Gemini Suite Live
- 1993 The Battle Rages On...
- 1994 Come Hell or High Water
- 1996 Purpendicular
- 1997 Live at the Olympia '96
- 1998 Abandon
- 1999 Total Abandon: Live in Australia (CD/DVD)
- 2000 In Concert with the London Symphony Orchestra (CD/DVD)
- 2001 Live At The Rotterdam Ahoy
- 2002 Perihelion (DVD)

### Gościnne nagrania
- 1964 The Kinks (The Kinks, „You Really Got Me”)
- 1968 I Shall Be Released/Down In The Flood (Boz Burrell, SP)
- 1972 What A Bloody Long Day It's Been (Ashton, Gardner & Dyke, „The Falling Song”)
- 1974 Rampant (Nazareth, „Glad When You’re Gone”, „Shanghai’d in Shanghai”)
- 1976 Wizard's Convention (Eddie Hardin)
- 1978 More Than Meets The Eye (Joe Breen)
- 1979 Commercial Road (Richard Digance)
- 1980 And About Time Too (Bernie Marsden)
- 1981 Look At Me Now (Bernie Marsden)
- 1981 Line Up (Graham Bonnett)
- 1982 Gone Troppo (George Harrison, „Circles”)
- 1982 Octopuss (Cozy Powell)
- 1984 About Face (David Gilmour)
- 1985 Wind In The Willows (Eddie Hardin & Zak Starkey)
- 1986 Detroit Diesel (Alvin Lee, „Ordinary Man”, „Let’s Go”)
- 1989 Super Drumming Folge 1 & 2 (Pete York)
- 1990 The Earthquake Album (Rock Aid Armenia, „Smoke On The Water '90")
- 1990 About Love And Life (Vicki Brown, „We Are One”)
- 1990 April Moon (Sam Brown, „Contradictions”)
- 1992 Cherkazoo & Other Stories (Ian Gillan)
- 1992 Wind In The Willows – A Rock Concert (Eddie Hardin & Zak Starkey)
- 1992 The Drums Are Back (Cozy Powell, „The Rocket”, „The Legend Of The Glass Mountain”)
- 1992 Zoom (Alvin Lee, „Real Life Blues”, „Wake Up Moma”)
- 1994 Carnival Of Light (Ride, „Moonlight Medicine”)
- 1994 How Does It Feel To Feel (Ride, EP, „Journey To The End Of Universe”)
- 1995 Still A Few Pages Left (Eddie Hardin & Pete York)
- 2002 Brainwashed (George Harrison, „Brainwashed”)
- 2003 Bluesheart (Miller Anderson, „Help Me”, „Runnin’ Man”)
- 2005 Legends Of Rock – 50 Jahre Rock  (CD/DVD, koncert dla tv ZDF z 2004 r.)
- 2005 Min Jul (Maria Arredondo, aranże)
- 2006 Live At Abbey Road 2000 (Tony Ashton & Friends, CD/DVD)
- 2008 Army Of One (Espen Lind)
- 2009 Childline Rocks 2009 („Pictured Within”, „Child In Time”, „You Keep On Moving”)

### Muzyka filmowa
- 1971 The Last Rebel
- 1984 The Country Diary of an Edwardian Lady (serial TV)
- 1984 Vivre pour survivre
- 1987 Overdose
- 2000 Calling the Wild (film tv)

## Filmografia
- In a Metal Mood (1996, film dokumentalny, reżyseria: Henning Lohner)[7]
- Heavy Metal: Louder Than Life (2006, film dokumentalny, reżyseria: Dick Carruthers)[8]
- Highway Star: A Journey in Rock (2007, film dokumentalny, reżyseria: Craig Hooper)[9]
- Heavy Metal Britannia (2010, film dokumentalny, reżyseria: Chris Rodley)[10]